# Baby drive
Baby drive è un singolo del cantautore italiano Holden, pubblicato il 27 giugno 2025.

## Descrizione
Il brano richiama le sonorità dei primi anni 2000 con un arrangiamento sospeso tra R&B e synth leggeri ed è scritto e composto dallo stesso cantautore, che ha anche curato la produzione con Davide Simonetta, in arte d.whale. Racconta una relazione intensa e imprevedibile ambientata nella frenesia del centro di Roma.

## Tracce
Testi e musiche di Joseph Carta.
1. Baby drive – 2:45